# 92e méridien est
En géographie, le 92e méridien est est le méridien joignant les points de la surface de la Terre dont la longitude est égale à 92° est.

## Géographie

### Dimensions
Comme tous les autres méridiens, la longueur du 92e méridien correspond à une demi-circonférence terrestre, soit 20 003,932 km. Au niveau de l'équateur, il est distant du méridien de Greenwich de 10 241 km,.
Avec le 88e méridien ouest, il forme un grand cercle passant par les pôles géographiques terrestres.

### Régions traversées
En commençant par le pôle Nord et descendant vers le sud au pôle Sud, Le 92e méridien est passe par:
| Coordonnées          | Pays, territoire ou mer | Notes |
| -------------------- | ----------------------- | --- |
| 90° 00′ N, 92° 00′ E | Océan Arctique          | Passe juste à l'est de l'Île Schmidt, Terre du Nord, Kraï de Krasnoïarsk, Russie                                              |
| 80° 24′ N, 92° 00′ E | Russie                  | Kraï de Krasnoïarsk — Île Komsomolets, Île Pionner (Russie) (en) et Archipel Sedov, Terre du Nord                             |
| 79° 25′ N, 92° 00′ E | Mer de Kara             | |
| 77° 38′ N, 92° 00′ E | Russie                  | Kraï de Krasnoïarsk — Îles Sergueï Kirov                                                                                      |
| 77° 35′ N, 92° 00′ E | Mer de Kara             | |
| 75° 43′ N, 92° 00′ E | Russie                  | Kraï de Krasnoïarsk Le Touva — à partir de 51° 48′ N, 92° 00′ E                                                               |
| 50° 41′ N, 92° 00′ E | Mongolie                | |
| 45° 04′ N, 92° 00′ E | Chine                   | Xinjiang Qinghai — à partir de 38° 56′ N, 92° 00′ E Tibet — à partir de 32° 50′ N, 92° 00′ E                                  |
| 27° 44′ N, 92° 00′ E | Inde                    | Arunachal Pradesh — revendiqué par la Chine                                                                                   |
| 27° 28′ N, 92° 00′ E | Bhoutan                 | |
| 26° 51′ N, 92° 00′ E | Inde                    | Assam Meghalaya — à partir de 26° 02′ N, 92° 00′ E                                                                            |
| 25° 11′ N, 92° 00′ E | Bangladesh              | |
| 24° 23′ N, 92° 00′ E | Inde                    | Tripura |
| 23° 41′ N, 92° 00′ E | Bangladesh              | |
| 21° 23′ N, 92° 00′ E | Océan Indien            | Passe juste à l'ouest des Îles Andaman, Inde (à 11° 33′ N, 92° 12′ E)                                                         |
| 60° 00′ S, 92° 00′ E | Océan Austral           | Passe juste à l'ouest de l'Île Drygalski, Territoire antarctique australien revendiqué par Australie (à 65° 44′ S, 92° 12′ E) |
| 66° 29′ S, 92° 00′ E | Antarctique             | Territoire antarctique australien revendiqué par Australie                                                                    |